# Saint-André-en-Morvan
 Saint-André-en-Morvan  es una población y comuna francesa, situada en la región de Borgoña, departamento de Nièvre, en el distrito de Clamecy y cantón de Lormes.

## Demografía

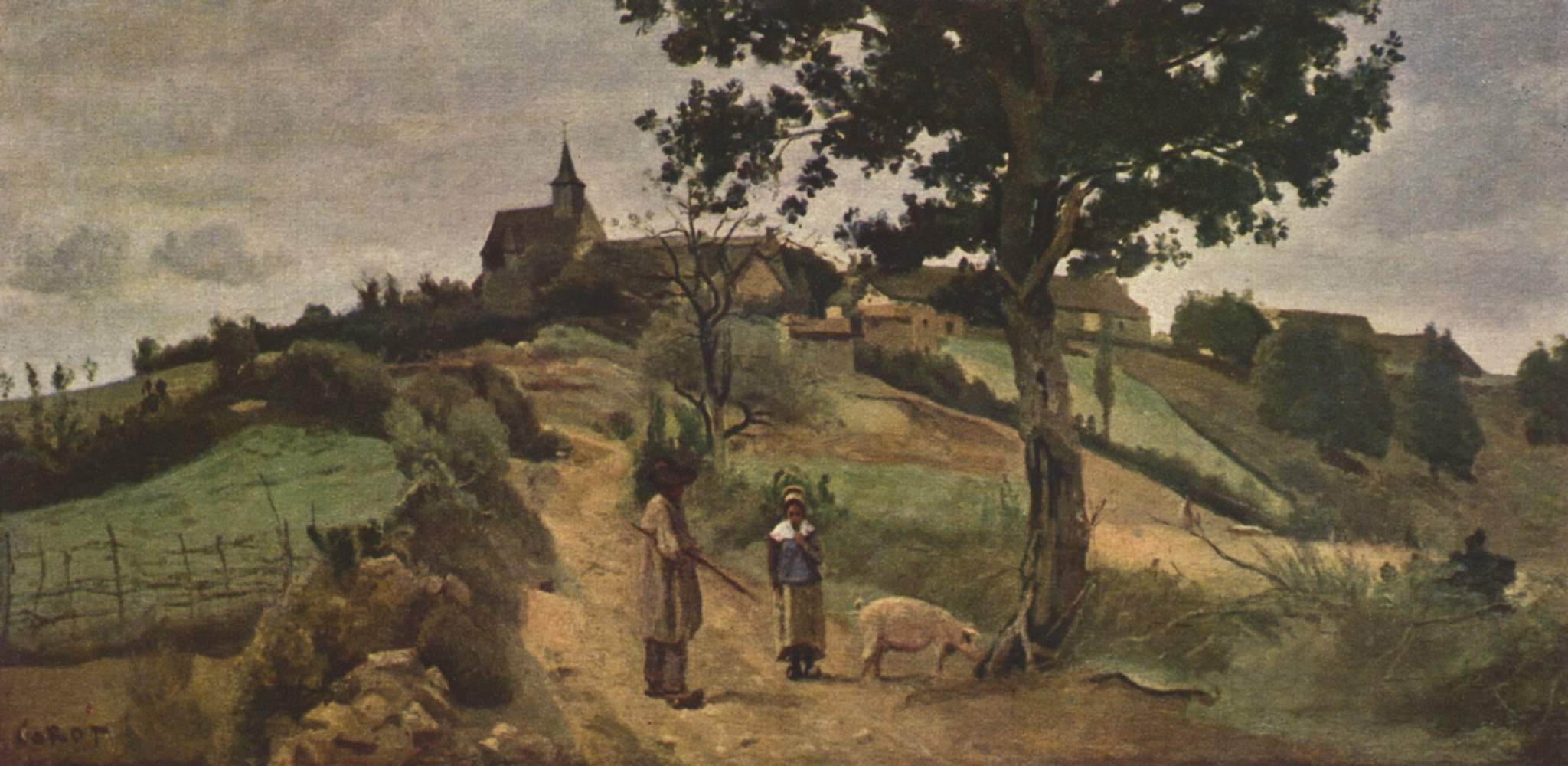
Saint-André-en-Morvan, obra de Corot

| 407 | 405 | 379 | 328 | 341 | 324 |
| Para los censos de 1962 a 1999 la población legal corresponde a la población sin duplicidades (Fuente: INSEE [Consultar]) |     |     |     |     |     |